# 劳伦斯·A·克雷明
劳伦斯·A·克雷明（1925年10月31日—1990年9月4日）是一位美国教育史家，主要作品有《学校的变革：1876至1957年间的美国进步主义教育》（The Transformation of the School: Progressivism in American Education, 1876–1957，获1962年班克洛夫特獎）、《美国教育史：建国时期的历程，1783-1876》（American Education: The National Experience, 1783–1876，获1981年普利策历史奖）等。